# Stuart Gulliver
Pour les articles homonymes, voir Gulliver.
Stuart Thomson Gulliver (né le 9 mars 1959) est un banquier britannique. Il est actuellement directeur général de HSBC, poste qu'il occupe à Hong Kong depuis le 1er janvier 2011. 
Le 25 septembre 2009, le groupe HSBC annonce que son directeur général s'installera à Hong Kong le 1er février 2010. Le siège social restera toutefois à Londres.
Il est cité dans l'affaire des Panama Papers en avril 2016.